# Urho Kekkosen katu
Urho Kekkosen katu, (français : Rue Urho Kekkonen) est une courte rue du centre d'Helsinki en Finlande

## Description
La rue s'étend sur un seul îlot urbain de Annankatu à son est a Fredrikinkatu à son ouest.
Elle est bordée par le Centre de Kamppi et la gare routière ainsi que par le célèbre Tavastia-klubi.
Jusqu’en 1980, elle s'appelait Kampinkatu avant d'être rebaptisé en l'honneur de Urho Kekkonen.

## Constructions
En bordure de la rue on trouve entre-autres :
- Urho Kekkosen katu 2, Elias Paalanen, 1955,
- Urho Kekkosen katu 4-6, Elias Paalanen, 1931
- Urho Kekkosen katu 8, E. Ikäläinen, 1931,